# Eddy Merckx (metrostation)

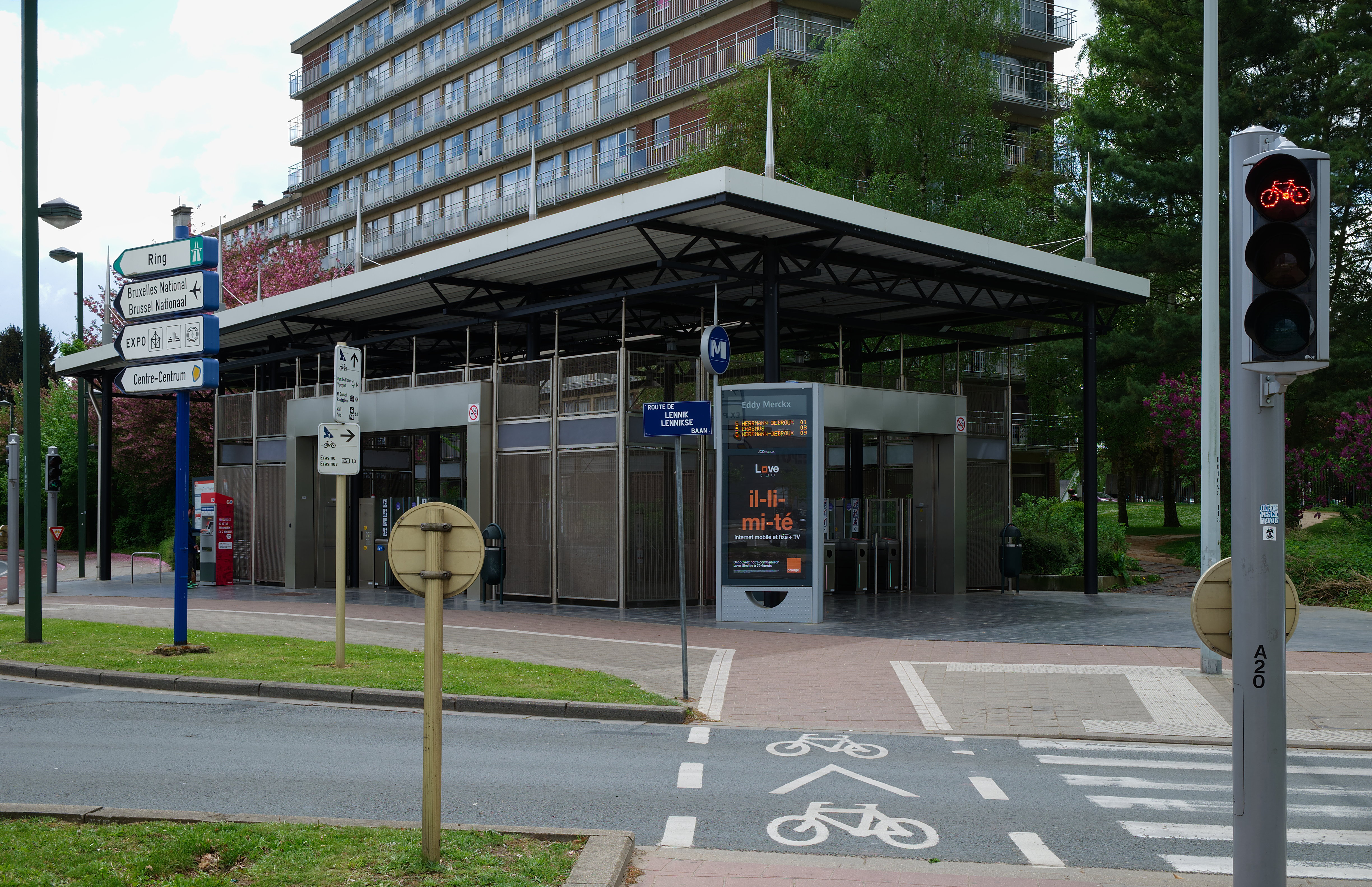
Het metrostation

Eddy Merckx is een station van de Brusselse metro, gelegen in het westen van de gemeente Anderlecht.

## Geschiedenis
Het station Eddy Merckx werd geopend op 15 september 2003 samen met Erasmus, COOVI en Het Rad ter verlenging van metrolijn 1B vanuit Bizet naar Erasmus. Sinds de herziening van het metronet in 2009 rijdt metrolijn 5 door dit station.
De oorspronkelijk geplande naam Maurice Carême werd nog voor de opening gewijzigd naar Eddy Merckx, vernoemd naar de Belgische wielrenner Eddy Merckx. Het was ook de eerste keer dat een Brussels metrostation vernoemd werd naar een nog levend persoon.

## Situering
Eddy Merckx is gelegen in de nabijheid van de gemeentelijke begraafplaats Vogelenzang. Toegangen leiden vanaf het eilandperron rechtstreeks naar de straat en zoals in alle recent gebouwde stations is er een lift aanwezig voor rolstoelgebruikers.

## Kunst
Op een van de perronwanden is een op panelen gedrukt doek van Camille De Taeye opgehangen. Het surrealistische kunstwerk, getiteld Het paard van oktober, heeft de indrukwekkende afmetingen van 24 bij 3 meter en schetst een interactie tussen mens, dier, plant en gesteente. Op het perron is in een vitrine een racefiets geplaatst en zijn enkele foto's te zien van wielrenner Eddy Merckx, de naamgever van het station. Met deze oranje fiets brak Eddy Merckx in 1972 het werelduurrecord te Mexico.